# Handley Motors
Die Handley Motors Inc., vorher Handley-Knight Company, war ein kurzlebiger US-amerikanischer Automobilhersteller in den frühen 1920er Jahren. Der Markenname lautete zunächst Handley-Knight und danach Handley.

## James I. Handley

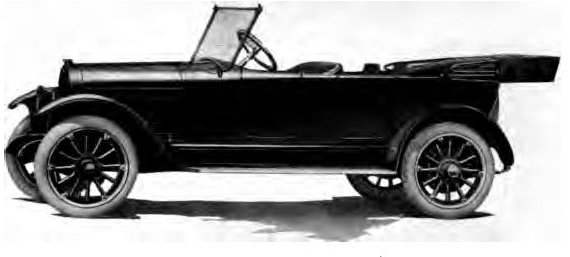
Marion-Handley Six-60 Model K Touring (1916)

J.I. Handley war ein Automobilmanager und Unternehmer, der bis zu deren Schließung 1914 Präsident der American Motors Company in Indianapolis gewesen war. Diese stellte den bekannten Luxuswagen American Underslung her. Danach ging Handley zu Willys-Overland und übernahm die Leitung der chronisch unterfinanzierten Tochtergesellschaft Marion Motor Car Company, Herstellerin der respektierten Marion-Personenwagen. Im Zuge einer Krise bei Willys-Overland erwarb er noch 1914 die Marion Motor Car Company und versuchte deren Sanierung als Marion-Handley. Das Unternehmen führte er unter dem Dach der von ihm gegründeten Mutual Motors Company in Jackson (Michigan). In den Modelljahren 1916–1918 wurden etwas über 2000 Marion-Handley produziert, dann musste Handley auch hier das Handtuch werfen.

## Unternehmensgeschichte

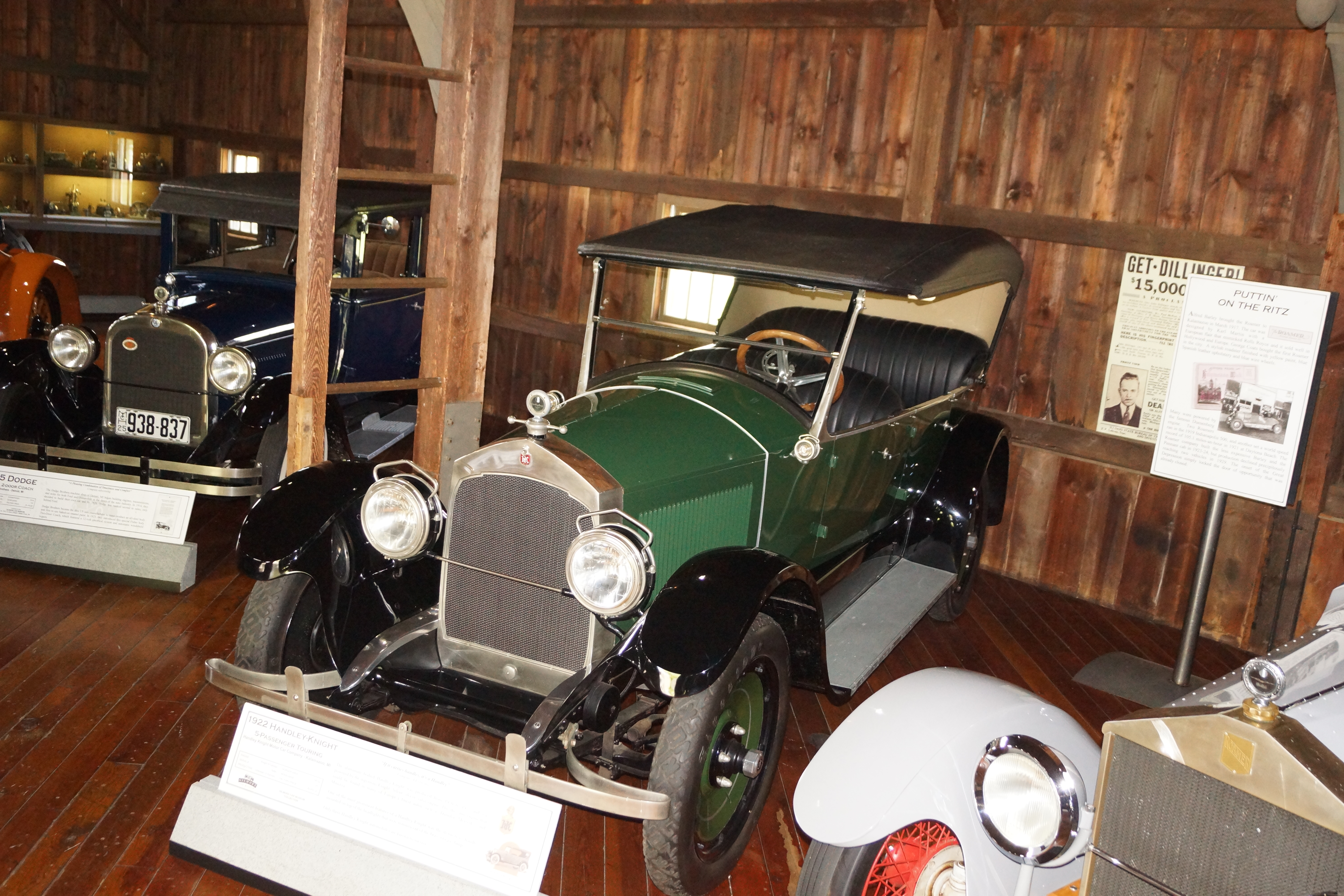
Handley-Knight Model B 5 passenger Touring (1922)

Handley verfügte über gute Kontakte. Es gelang ihm, im Januar 1920 die Finanzierung eines neuen Unternehmens mit insgesamt 1 Mio. US$ zu organisieren. Er wurde Präsident der Handley-Knight Company; die beiden wichtigsten Financiers, W. E. Upjohn und C. S. Campbell, Vizepräsidenten. W.O. Otis wurde Sekretär und Finanzvorstand. Er war, wie die weiteren Vorstandsmitglieder Charles A. Blaney, W. H. Conklin, R. J. Fitness und C. V. Kean Jr., am Unternehmen beteiligt.
Das Unternehmen investierte in neue Produktionsanlagen, mit deren Bau 1920 begonnen wurde. Handley ging von einer Jahresproduktion von 5.000 Fahrzeugen aus, was sich allerdings später als grobe Fehleinschätzung erwies.
Bereits Anfang Juli des gleichen Jahres hatte Handley-Knight einen Prototyp fertiggestellt, und die reguläre Produktion des einzigen Typs im Programm, Modell A, begann am 1. Oktober 1920 für das Modelljahr 1921. Der Werbeslogan lautete: America's Finest Knight-Motored Car, was sich auf den Schiebermotor System Knight bezog, der wegen seiner aufwendigen Konstruktion überwiegend in hochpreisigen Fahrzeugen verwendet wurde. Die Linienführung war konservativ, die Verarbeitung und die verwendeten Materialien erstklassig. Eine Vorstellung erschien im Motor Age Magazine vom 18. November 1920. Modell A war als siebensitziger Touring oder Sedan sowie als viersitziges Sedan-Coupe erhältlich. Die Kühlermaske erinnerte an Willys-Overland und Buick.
1921 erschien das Modell B, das sich allerdings nur in Details vom Vorgänger unterschied. Zu den bisherigen Karosserievarianten kam nun auch ein fünfsitziger Touring hinzu. Vom siebensitzigen Touring gab es gegen einen Mehrpreis von $200 eine Deluxe-Ausführung. Dadurch konnte Handley den Basispreis senken, wovon man ich mehr Verkäufe versprach. Ohnehin waren Handley-Knight Fahrzeuge teilweise deutlich günstiger als vergleichbare frühere Marion.

### Handley Motors, Inc.
Die einzige größere Änderung in der Markengeschichte ergab sich im November 1922. Handley reorganisierte das Unternehmen als Handley Motors, Inc. und stornierte die Bestellungen für Knight-Schiebermotoren bei Willys-Overland. Stattdessen setzte er nun auf konventionelle, obengesteuerte Sechszylindermotoren von der Midwest Engine Corporation in Indianapolis (Indiana) und der Falls Motor Corporation in Sheboygan Falls (Wisconsin). Damit wechselte die Markenbezeichnung auf Handley. Die neuen Fahrzeuge unterschieden sich technisch nur durch ihre konventionellen Sechszylindermotoren und einige Details vom Vorgänger. Es gab nun zwei Versionen. Der kleinere 6-40 mit dem Falls-Motor von 40 bhp (29,8 kW) erhielt einen kürzeren Radstand mit 115 Zoll (2921 mm) und einen modischen Spitzkühler, ähnlich dem deutschen Benz. Er wurde, je nach Quelle, entweder nur als fünfsitziger Touring oder auch als zweisitziger Roadster angeboten. Der größere 6-60 mit 60 bhp (44,7 kW)-Midwest-Motor unterschied sich äußerlich wiederum kaum von seinem Vorgänger Handley-Knight Modell B. Erstmals stand nun, zumindest mit dem Midwest-Motor, eine konkurrenzfähige Leistung zur Verfügung.
Ein Erkennungsmerkmal des Handley waren oben an den trommelförmigen Scheinwerfern angebrachte Bügel, die für den Werbeslogan If it got Handles, it's a Handley („Wenn es Haltebügel hat, ist es ein Handley“) herangezogen wurden. Allerdings zeigen auch die meisten Illustrationen und Werkaufnahmen des Handley-Knight bereits diese Lampenbügel und auch der direkte Mitbewerber Reo verwendete sie gelegentlich.

### Übernahme und Ende
Die Produktion der Sechszylindermodelle lief im Januar 1923 an. Nur sehr wenige Exemplare dürften entstanden sein; bereits im März oder April 1923 übernahm Morris Markin Handley-Produktionsanlagen und auch das benachbarte Werk der Dort Motor Car Company für die Checker Cab Manufacturing Company, um dort Taxis herzustellen. Deren Produktion lief bereits im Mai 1923 an. James Handleys Hoffnungen, dass der Handley bei Checker weiterhin hergestellt werden könnte, zerschlugen sich mit dem zunehmenden Erfolg des neuen Taxis und der Entscheidung der neuen Eigentümer, sich fortan auf diese zu konzentrieren. Handley verstarb kurz danach; nach einer Quelle infolge Suizid.
Gemäß einer anderen Darstellung hatte Markin im Winter 1922/1923 sowohl das Dort-Werk wie auch die Kontrolle über Handley Motors, Inc. erlangt. Die Wahl fiel auf Kalamazoo, weil hier nach Betriebsschliessungen viele Facharbeiter und Ingenieure mit Automobil-Erfahrung einen neuen Arbeitsplatz suchten. James Handley hatte demnach die Zusage erhalten, seine Fahrzeuge weiterhin hier herstellen zu dürfen. Nach seinem Tod Ende 1923 wurde diese Vereinbarung hinfällig.

## Modellübersicht Handley-Knight und Handley
| Modell | Bauzeitraum | Motor         | Zylinder         | Hubraum cm³ (c.i.) | Leistung bhp (kW) | Radstand mm (Zoll) | Karosserie               | Listenpreis           |
| ------ | ----------- | ------------- | ---------------- | ------------------ | ----------------- | ------------------ | ------------------------ | --------------------- |
| A      | 1920–1921   | Willys-Knight | 4 Reihe Schieber | 3942 (240,6)       | 48 bhp (35,8 kW)  | 3145 (125)         | Touring (7 Pl.)          | US$ 2985.-            |
| A      | 1920–1921   | Willys-Knight | 4 Reihe Schieber | 3942 (240,6)       | 48 bhp (35,8 kW)  | 3145 (125)         | Sedan (7 Pl.)            | US$ 3750.-            |
| A      | 1920–1921   | Willys-Knight | 4 Reihe Schieber | 3942 (240,6)       | 48 bhp (35,8 kW)  | 3145 (125)         | Sedan-Coupe (4 Pl.)      | US$ 3750.-            |
| B      | 1922        | Willys-Knight | 4 Reihe Schieber | 3942 (240,6)       | 48 bhp (35,8 kW)  | 3145 (125)         | Touring (7 Pl.)          | US$ 2450.-            |
| B      | 1922        | Willys-Knight | 4 Reihe Schieber | 3942 (240,6)       | 48 bhp (35,8 kW)  | 3145 (125)         | Deluxe Touring (7 Pl.)   | US$ 2650.-            |
| B      | 1922        | Willys-Knight | 4 Reihe Schieber | 3942 (240,6)       | 48 bhp (35,8 kW)  | 3145 (125)         | Sedan (7 Pl.)            | US$ 3750.-            |
| B      | 1922        | Willys-Knight | 4 Reihe Schieber | 3942 (240,6)       | 48 bhp (35,8 kW)  | 3145 (125)         | Sedan-Coupe (4 Pl.)      | US$ 3750.-            |
| B      | 1922        | Willys-Knight | 4 Reihe Schieber | 3942 (240,6)       | 48 bhp (35,8 kW)  | 3145 (125)         | Touring (5 Pl.)          | US$ 2250.-            |
| 6-40   | 1923        | Falls         | 6 Reihe OHV      | 3205 (195.6)       | 40 bhp (29,8 kW)  | 2921 (115)         | Standard Touring (5 Pl.) | US$ 2000.- US$ 1350.- |
| 6-40   | 1923        | Falls         | 6 Reihe ohv      | 3205 (195.6)       | 40 bhp (29,8 kW)  | 2921 (115)         | Roadster (2 Pl.)         | US$ 2000.- US$ 1350.- |
| 6-60   | 1923        | Midwest       | 6 Reihe          | 4398 (268,4)       | 60 bhp (44,7 kW)  | 3145 (125)         | Standard Touring (7 Pl.) | US$ 2450.-            |
| 6-60   | 1923        | Midwest       | 6 Reihe          | 4398 (268,4)       | 60 bhp (44,7 kW)  | 3145 (125)         | Deluxe Touring (7 Pl.)   | US$ 2650.-            |
| 6-60   | 1923        | Midwest       | 6 Reihe          | 4398 (268,4)       | 60 bhp (44,7 kW)  | 3145 (125)         | Coupé (4 Pl.)            | US$ 3450.-            |
| 6-60   | 1923        | Midwest       | 6 Reihe          | 4398 (268,4)       | 60 bhp (44,7 kW)  | 3145 (125)         | Sedan (7 Pl.)            | US$ 3450.-            |

Diese Tabelle wurde aus mehreren Quellen kompiliert.

## Technik

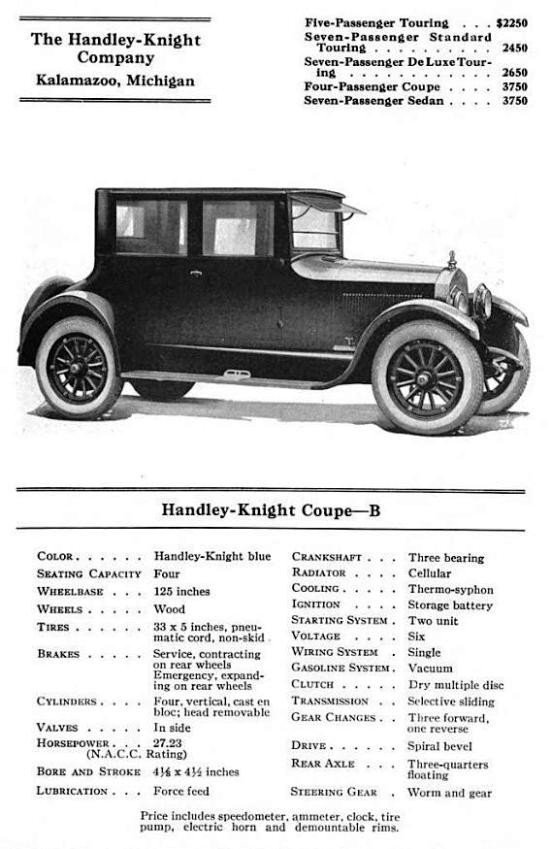
Handley-Knight Model B 4-passenger „Coupe-Sedan“ (1922). Die Daten sind weitgehend identisch mit jenen des Model A.

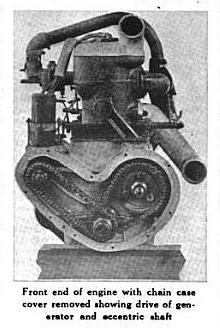
Frontansicht des Knight-Schiebermotors

Alle Handley-Knight und Handley waren technisch eng verwandte Assembled vehicles, also „konfektionierte“ Autos, die aus zugekauften Komponenten montiert wurden. Es handelte sich um konventionell konstruierte Personenwagen der US-amerikanischen Oberklasse und oberen Mittelklasse.
Der augenfälligste Unterschied lag in den Motoren. Model A und B verwendeten Schiebermotoren System Knight, die von Willys-Overland (W-O) bezogen wurden. Der Motor des Handley-Knight wurde von dort zugekauft. Es handelte sich dabei um einen im W-O-Werk in Elyria (Ohio) hergestellten Vierzylinder; es findet sich aber kein entsprechender Motor im Fahrzeugprogramm von W-O, was nahelegt, dass er demnach eigens für Handley-Knight hergestellt wurde. Seine Bohrung und Hub betrugen 4⅛ × 4½ Zoll, woraus sich ein Hubraum von 240,6 c.i. entsprechend 3942 cm³ ergibt. Einer anderen Quelle zufolge war der Hubraum 227,2 c.i., entsprechend 3723 cm³. Als Leistung wurden 48 bhp (35,8 kW) bei 1800/min oder 54 bhp genannt. Gemäß dem damals in den USA in der Regel angewendeten N.A.C.C.-Rating ergaben sich aus der Zylinderbohrung von 4⅛ Zoll 27,24 PS. Entsprechend wurde der Handley-Knight in Großbritannien mit 27,2 Steuer-PS taxiert.
Augenscheinlich färbte das Prestige der Schiebermotoren, die vor allem von führenden Marken wie Mercedes, Daimler, Minerva, Voisin oder Brewster verwendet wurden, kaum ab. Vielmehr litt der Handley-Knight unter dem etwas schmalbrüstigen Vierzylindermotor, während zumindest ein Sechszylinder eigentlich Klassenstandard gewesen wäre. Mit der entsprechenden Umstellung mit den Modellen 6-40 und 6-60 gab Handley aber auch eines der wenigen Alleinstellungsmerkmale auf. Der Handley Six-40 hatte einen 3,2 Liter großen Valve-in-head Sechszylinder von Falls; seine ca. 45 bhp (33,6 kW) dürften auch mit dem kürzeren und damit leichteren Fahrgestell nicht für überragende Fahrleistungen gesorgt haben. Der Six-60 war mit seinem 4,4 Liter großen, ebenfalls obengesteuerten Sechszylinder mit 60 bhp (44,7 kW) von Midwest das stärkste aller Handley- und Handley-Knight-Automobile.
Alle Fahrzeuge hatten ein Dreiganggetriebe mit Rückwärtsgang und Kardanantrieb.
Das Fahrgestell bestand aus einem konventionellen Leiterrahmen mit Starrachsen vorn und hinten und mit einiger Sicherheit rundum Halbelliptik-Blattfedern. Der Radstand betrug 125 Zoll (3175 mm) bei den Modellen A, B und 6-60; der 6'40 hatte einen kürzeren Radstand von 115 Zoll (2921 mm). Standard waren Holzspeichen-Artillerieräder mit abnehmbarem Felgenkranz. Die Lenkung kam von Gemmer. gebremst wurde mittels Trommeln an der Hinterachse.
Der Stolz des Unternehmens waren die – für Assembled cars untypischerweise – im Haus gefertigten Karosserien, die nach den Prinzipien des Individual-Karosseriebaus in Kleinserie von Hand erstellt wurden. Die Struktur bestand aus Eschenholz und wurde mit Aluminiumblech beplankt. Ausstattung und Verarbeitung waren erstklassig.

## Marktposition

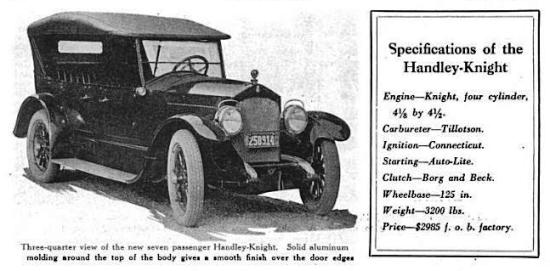
Handley-Knight Model A 7-passenger Touring (Anzeige von Ende 1920)

Der US-Automarkt wurde zu Beginn der 1920er Jahre dominiert vom Ford Modell T. 1924 war jeder zweite in den USA verkaufte Neuwagen ein T-Modell; General Motors erreichte mit allen Marken einen Marktanteil um 23 Prozent. Der Rest des Marktes verteilte sich auf einige kleinere Konzerne und Dutzende von Kleinmarken, die oft einen regionalen Markt bedienten. Das hing einerseits mit den hohen Auslieferungskosten zusammen infolge der großen Distanzen, war aber auch auf die noch unzureichende Erschließung des Landes zurückzuführen; ein nationales Straßenbauprogramm war erst im Aufbau begriffen. Der Vorteil der kleinen Hersteller mit lokalen Händlernetzen und schneller Ersatzteilversorgung schwand aber rasch. Die Handley-Knight Company war ein solcher regionaler Anbieter.
Anders als seine Vorgänger Marion und Marion-Handley oder auch der Willys-Knight Model 20, von dem einige technische Inspirationen kamen, war der Handley-Knight klar für die Oberklasse konzipiert und konkurrierte mit Cadillac oder dem Packard Single Six. Dies wurde auch mit dem 6-60 fortgesetzt. Für den 6-40 liegen ganz unterschiedliche Preise vor: US$ 2000 und US$ 1350; mit letzterem wäre dies klar ein Mittelklassemodell gewesen. Ob es sich mit seiner aufwendigen Bauweise zu diesem Preis herstellen ließ, darf bezweifelt werden. Möglicherweise handelt es sich beim niedrigeren Preis um ein Liquidationsangebot nach der Betriebsschließung.
| Marke          | Modell NACC-Rating | Karosserie                 | Zyl.         | Leistung bhp/kW | Radstand in. | Listenpreis                       | Bemerkung                                  |
| -------------- | ------------------ | -------------------------- | ------------ | --------------- | ------------ | --------------------------------- | ------------------------------------------ |
| Handley-Knight | Model A 27,23 HP   | Touring, 7-pl.             | R4, Schieber | 48              | 125/3175     | US$ 2985.-                        | Preis 1920–1921                            |
| Handley-Knight | Model A 27,23 HP   | Sedan, 7-pl.               | R4, Schieber | 48              | 125/3175     | US$ 3750.-                        | Preis 1920–1921                            |
| Handley-Knight | Model B 27,23 HP   | Touring, 7-pl.             | R4, Schieber | 48              | 125/3175     | US$ 2450.-                        | Deluxe + $200. Preis 1922                  |
| Handley        | 6-60 29,4HP        | Touring, 5/7-pl.           | R6, ohv      | 60              | 125/3175     | US$ 2450.-                        | Einführung Januar 1923                     |
| Handley        | 6-40 23.44         | Touring, 5-pl.             | R6, ohv      | 40              | 115/2921     | US$ 2000 US$ 1350.-               | Einführung Januar 1923                     |
| Ace            | Combat Model C     | Touring, 5-pl.             | R6           | 77              | 120/3048     | US$ 2975                          | Modell 1922; nur offen                     |
| Auburn         | 6-51               | Touring                    | R6           | 50 (?)          |              | US$ 3250                          |                                            |
| Buick          | Six Series K 60 HP | K-45 2dr Touring, 5-pl.    | R6           |                 | 118/2997     | US$ 1495.-                        |                                            |
| Buick          | Six Series K 60 HP | K-49 4dr Touring, 7-pl.    | R6           |                 | 124/3150     | US$ 1795.-                        |                                            |
| Buick          | Six Series K 60 HP | K-47 4dr Sedan, 5-pl.      | R6           |                 | 118/2997     | US$ 2295.-                        |                                            |
| Buick          | Six Series K 60 HP | K-50 4dr Sedan, 7-pl.      | R6           |                 | 124/3150     | US$ 2695.-                        |                                            |
| Cadillac       | Type 59            | Touring, 7-pl.             | V8           | 60              | 125/3175     | US$ 3740 US$ 3940.-               | 1. und 2. Serie                            |
| Cadillac       | Type 59            | Touring, 7-pl.             | V8           | 60              | 132/3353     | US$ 3740/3940 US$ 3150 US$ 2885.- | 1. und 2. Serie                            |
| Cadillac       | Type 59            | Sedan, 5-pl.               | V8           | 60              | 125/3175     | US$ 4750.- US$ 4950.-             | 1. und 2. Serie                            |
| Cadillac       | Type 59            | Imperial Limousine, 7-pl.  | V8           | 60              | 132/3353     | US$ 5190.- US$ 5390.-             | 1. und 2. Serie                            |
| Cole           | Aero Eight         | Tourster Touring           | V8           | 80              | 127/3226     | US$ 2850.-                        |                                            |
| Cole           | Aero Eight         | Tourosine Limousine, 7-pl. | V8           | 80              | 127/3226     | US$ 3995                          |                                            |
| HCS            | Series IV, Model 4 | Touring, 5-pl.             | R4           | 52              | 120/3048     | US$ 2200.-                        | Preis 1923–1924                            |
| H.C.S.         | Series VI, Model 6 | Touring                    | R6           | 80              | 126/3200     | US$ 2650.-                        | Preis 1923–1924                            |
| Packard        | Single Six         | Touring, 5-pl.             | R6           | 52              | 116/2947     | US$ 2485.-                        | Preis 1920; wie Phaeton 5p und Runabout 4p |
| Revere         | Model C            | Touring, 4-pl.             | R4           | 100             | 131/3327     | US$ 4650.-                        | Preis 1921                                 |
| Stephens       | Salient Six        | Touring, 6-pl.             | R6 ohv       | 59              | 124/3150     | US$ 2400.-                        | Preis 1921; sank auf US$ 1850 resp. 1650   |

Ein Ford Modell T Touring kostete 1920 nur US$ 575.-. Am anderen Ende der Preisskala war der günstigste Pierce-Arrow Touring, Model 31, ab US$ 7250.- erhältlich. Ein Lincoln Modell L Touring kostete bei der Markteinführung der Marke 1921 ab US$ 4600.-. Im unteren Bereich der damaligen Oberklasse, wo der Handley-Knight anzusetzen ist, wurden zunehmend Sechs- und sogar Achtzylindermotoren angeboten, so von Cadillac, Cole, Daniels, Jackson, Peerless, Oakland oder Oldsmobile. Hier lagen, neben der allgemeinen Kostenstruktur, die jedem kleinen Anbieter zu schaffen machte, mögliche Ursachen für das Scheitern des Handley-Knight: Die Schieber-Technik kam allmählich aus der Mode, weil sie ihren Vorteil der größeren Laufruhe verlor und die erstklassige Verarbeitung das Prestigeproblem des Vierzylinders nicht aufwog. Umgekehrt kamen die anderen Motoren zu spät und nahmen dem Fahrzeug von seiner Eigenständigkeit.

## Handley-Knight heute

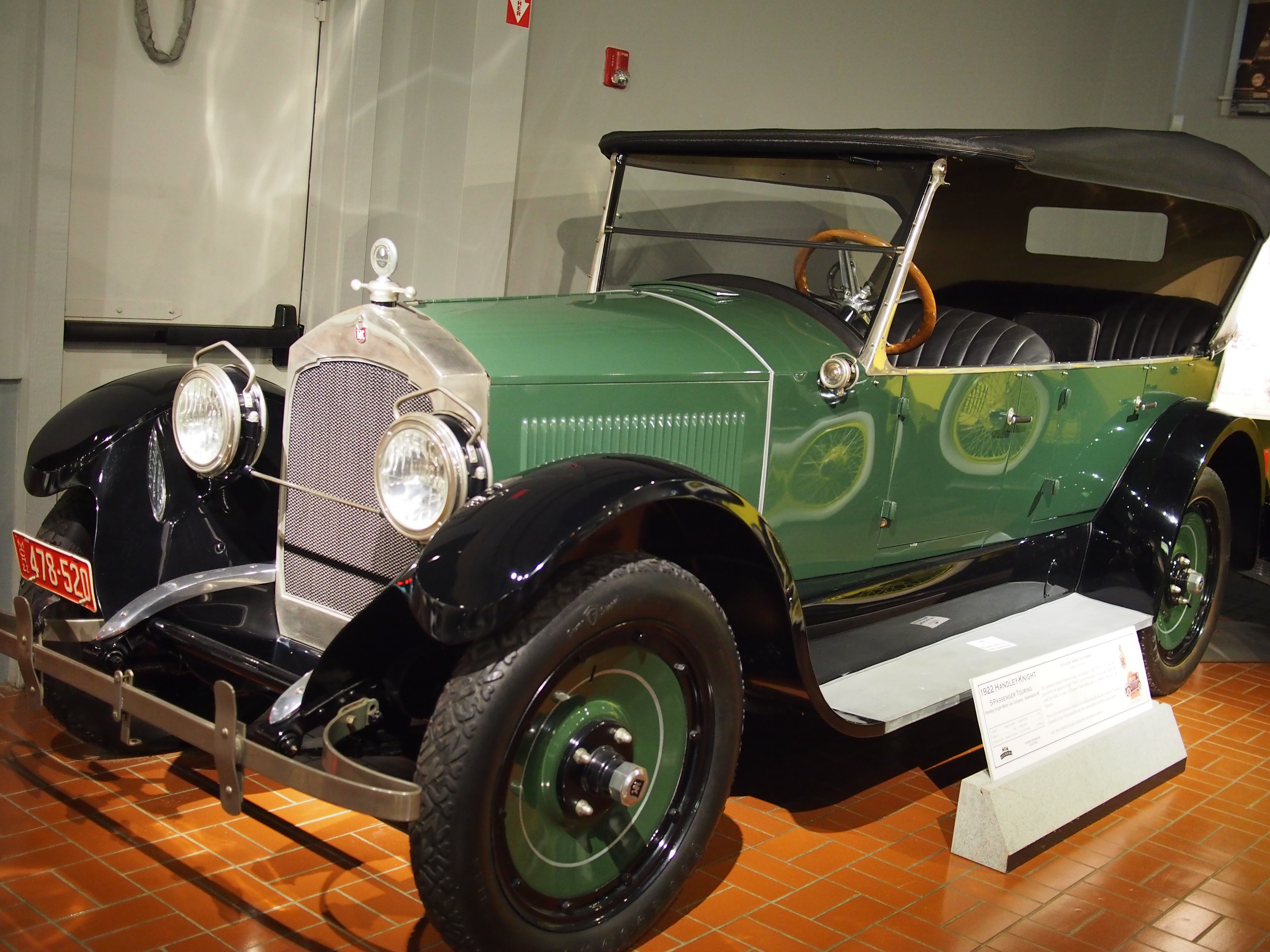
Handley-Knight Model B 5 passenger Touring (1922) im Gilmore Car Museum

Nur zwei fahrbereite Handley-Knight sind bekannt. Der eine, ein Model A Touring, wurde noch 1920 gebaut und Anfang 1921 auf den Sohn des Firmengründers, James Handley, jr, zugelassen. Dieses Fahrzeug scheint zeitweilig zum Fundus der Harrah-Kollektion gehört zu haben und gelangte in den 1960er Jahren nach Großbritannien.
Ein Handley-Knight Model B Touring von 1922 ist Bestandteil der Sammlung des Gilmore Car Museum, 6865 West Hickory Road, Hickory Corners (Michigan).
Von den von Januar bis Ende April 1923 gebauten 6-40 und 6-60 scheint kein Exemplar erhalten.